# Quimbiri
Quimbiri o Kimbiri, es una localidad peruana, capital del distrito homónimo ubicado en la provincia de La Convención en el departamento del Cuzco. Tenía 4369 hab. según el censo 2007.
Se halla en la margen derecha del valle del río Apurímac, entre los distritos de Pichari y Vilcabamba. Su territorio se encuentra comprendido entre los paralelos 11°64’, 13°22’ de la latitud Sur y 73°11’, 75°35’ de la longitud Oeste.

## Economía
Quimbiri se encuentra en la selva alta del Perú y tiene como principal actividad económica la agricultura.

### Agricultura

#### Cacao
El cacao de Quimbiri ha demostrado ser el mejor del Perú en el último certamen pues ha ganado los primeros lugares en las convenciones por la calidad de su mazorca[cita requerida].

#### Coca
El cultivo de coca es importante en esta localidad, tanto cultural como económicamente, sin embargo el narcotráfico también se hace presente en la zona, trayendo consigo vandalismo y delincuencia que se hace sentir en todo el pueblo especialmente en horas de la noche y de la madrugada.
El cultivo de coca ha crecido ampliamente en esta comunidad lo cual aumenta la preocupación del gobierno regional. Éste hizo una gran campaña para la erradicación del cultivo de coca pretendiendo así reducir el narcotráfico.[cita requerida].

## Educación
La educación en Quimbiri ha progresado en los últimos años, se constituyeron más escuelas estatales y se formaron los comités municipales, que con la ayuda del programa Vaso De Leche lograron mejoras en las escuelas.

## Comunidades
Entre Quimbiri y Pichari hay comunidades nativas (ashánincas, quechuas, etc):
- Anaro
- Sampantuari (San Pancho)
- Pantanal
- Ccamunachari
- Omaya
- Ubiato